# Катона, Йожеф
Йожеф Катона (венг. József Katona; 12 сентября 1941, Эгер, Венгрия — 26 декабря 2016, Южно-Африканская Республика) — венгерский пловец. Победитель Чемпионата Европы по водным видам спорта в Лейпциге (1962).

## Спортивная карьера
На национальном уровне представлял спортивное общество «Эгер». Становился 13-кратным чемпионом Венгрии на различных дистанциях вольным стилем.
Своего первого успеха на международной арене добился на европейском первенстве по водным видом спорта в Будапеште (1958), завоевав серебро на дистанции 1500 м вольным стилем и бронзу в эстафете 4×200 м. Четыре года спустя в Лейпциге он стал чемпионом Европы заплыве на 1500 м. С 1960 по 1964 г. он шесть раз обновлял рекорд Европы на 800 и 1500 м.
Дважды при снимал участие в летних Олимпийских играх на дистанции 1500 м в Риме (1960) он стал пятым, а через четыре года в Токио (1964) — восьмым.
Также входил в национальную сборную по водному поло, провёл в её составе 17 матчей, в составе клуба Egri VK в 1972 году выиграл национальный кубок.
По завершении карьеры пловца окончил спортивное училище, работал учителем физкультуры и тренером в плавательном клубе «Эгер», став в конечном итоге его президентом.